# Širokorozchodná trať
Linia kolejowa Użhorod UA – Maťovce ŠRT – Haniska pri Košiciach ŠRT, Širokorozchodná trať, ŠRT – słowacka jednotorowa linia kolejowa przebiegająca od słowacko-ukraińskiego kolejowego przejścia granicznego Użhorod-Maťovce do stacji kolejowej Haniska pri Košiciach ŠRT.
Jest to najdłuższa linia szerokotorowa na Słowacji. Obsługuje ona wyłącznie ruch towarowy, głównie przewozy rudy żelaza z Ukrainy do huty U.S. Steel Košice. Może po niej kursować do 10 par pociągów dziennie o masie brutto do 4200 ton.

## Historia
Pomysł budowy szerokotorowej magistrali kolejowej na Słowacji zrodził się w latach 50. XX wieku, w związku z planami władz czechosłowackich stworzenia pod Koszycami dużej huty żelaza. 
Początkowo stacją przeładunkową rudy dla budowanego kombinatu metalurgicznego Východoslovenské železiarne (VSŽ) miała być słowacka stacja graniczna Czerna nad Cisą, sukcesywnie rozbudowywana w wielkie centrum logistyczne od 1946 r. Szybko okazało się jednak, że możliwości przeładowcze tego punktu na styku dwóch szerokości torów nie będą wystarczające. Zdecydowano się więc przedłużyć do huty istniejącą na granicy czechosłowacko-radzieckiej szerokotorową linię kolejową Čop UA - Čierna nad Tisou ŠRT lub zbudować całkowicie nowe szerokotorowe połączenie kolejowe. Po wstępnych pracach studyjnych wybrano wariant drugi, zakładający stworzenie całkowicie nowej linii towarowej z Użhorodu do Koszyc. 
Prace nad linią ŠRT rozpoczęto na mocy porozumienia Kolei Radzieckich (SŻD) i Kolei Czechosłowackich (CŠD) z listopada 1963 roku. Budowa ruszyła oficjalnie 16 marca następnego roku. Prace były realizowane według parametrów obowiązujących w Związku Socjalistycznych Republik Radzieckich i zakończono je 1 maja 1966 roku. (Święto Pracy). 
Linia została otwarta dla ruchu kolejowego 11 maja 1966 roku, a jako pierwszy przejechał nią pociąg specjalny z delegacją rządową. Tego samego dnia zorganizowano pokazowy przewóz rudy żelaza z Krzywego Rogu do Koszyc. Niedoróbki spowodowały, że faktycznie eksploatację linii rozpoczęto dopiero w grudniu 1966 roku. 
W czasie kilku pierwszych lat eksploatacji wyszły na jaw wady konstrukcyjne linii związane z jej pośpieszną budową. Pociągi nie były zdolne osiągać zamierzonej w projekcie prędkości przewozowej 80 km/h, nasyp pod torowiskiem wielokrotnie ulegał osunięciom, co powodowało wstrzymywanie ruchu. W związku z problemami w latach 70. XX wieku linia kolejowa ŠRT została zmodernizowana. Aby zwiększyć prędkość ruchu na trasie w ramach prac naprawczych w latach 1973-1978 przeprowadzono całkowitą elektryfikację linii i wprowadzono na nią jako podstawowy tabor elektryczny w miejsce spalinowozów. 
W latach 1992–1996 przeprowadzono ponowny kompleksowy remont linii, która w latach 80. XX wieku zaczęła ponownie sprawiać kłopoty w eksploatacji i pod ciężarem pociągów towarowych uległa znacznej degradacji. 
Podczas ostatniej modernizacji linii zwiększono maksymalną prędkość pociągów z 60 km/h do 65 km/h.

## Opis
Linia przebiega od przejścia granicznego Użhorod-Maťovce do stacji kolejowej Haniska pri Košiciach ŠRT. Na całej długości linii od głównego szlaku odchodzą tylko dwie bocznice. Jedna znajduje się w okolicach miasta Veľké Kapušany i prowadzi do elektrowni Vojany, druga jest na stacji Haniska pri Košiciach ŠRT i odchodzi do bazy przeładunkowej huty U.S. Steel Košice. Na linii znajduje się sześć mijanek. Na całej długości linia ŠRT jest równoległa do toru sąsiadujących z nią linii normalnotorowych. 
Prędkość maksymalna na linii została ustalona w fazie prac studyjnych na 80 km/h. Faktycznie jednak nigdy nie osiągnięto założonych parametrów i pociągi jeżdżą maksymalnie 60–65 km/h. Minimalne promienie łuków na ŠRT wynoszą 400 m, a maksymalne pochylenie 17‰. 
Na linii nie ma ruchu pasażerskiego, z wyjątkiem przejazdów służbowych wagonów motorowych serii 810 lub pociągów specjalnych organizowanych okazjonalnie dla grup turystów. Nie ma osobowych stacji kolejowych, a jedynie towarowe terminale przeładunkowe. Jedynym operatorem na linii ŠRT jest słowacki państwowy przewoźnik ZSSK Cargo. Główny tabor trakcyjny na linii stanowią ciężkie 22 dwusekcyjne lokomotywy elektryczne serii 125.8 (E 469.5) zasilane prądem stałym o napięciu 3000 V. Poza tym można spotkać przystosowane do jazdy po szerokim torze lokomotywy manewrowe serii: 721, 770 i 771 oraz pojazdy pomocnicze używane do robót drogowych i prac konserwacyjnych na linii.

## Plany rozbudowy linii ŠRT
Od 2006 r. trwają przygotowania Kolei Republiki Słowackiej (ŽSR) do kolejnego remontu linii kolejowej ŠRT. W ramach tego przedsięwzięcia planowana jest rozbudowa linii i jej przedłużenie do granicy z Austrią. Według ustaleń umowy zawartej w 2009 r. w Soczi podczas międzynarodowego spotkania Forum 1520 słowacko-ukraińsko-rosyjsko-austriacka spółka zamierza wybudować 400 kilometrowy odcinek ŠRT z Koszyc do Bratysławy, a w dalszej kolejności do Wiednia. Nowa linia kolejowa Haniska pri Košiciach – Bratysława – Wiedeń ma być w przyszłości jednym z głównych lądowych szlaków tranzytowych w Europie.
Projekt nowej linii ŠRT spotkał się z życzliwym przyjęciem i był w latach 2006-2010 wspierany przez lewicowy rząd słowacki Roberta Fico. W 2010 r. w związku ze zmianami na scenie politycznej na Słowacji i sformowaniem się nowego prawicowego rządu Ivety Radičovej los wsparcia dla inwestycji był niepewny. Po kolejnej zmianie rządu na Słowacji w 2012 roku i powrocie na stanowisko premiera Roberta Fico powrócono jednak do tego pomysłu. Pierwszy pociąg miałby przejechać tą linią kolejową w 2020 roku.

## Literatura
- Petr Štefek. Słowacki LHS czyli Širokorozchodná trať (ŠRT). „Świat kolei”, s. 16-17, październik 2007. Łódź: EMI-Press. ISSN 1234-5962.